# Histoire militaire de la Chine
 (janvier 2015).

## Chine Intérieure

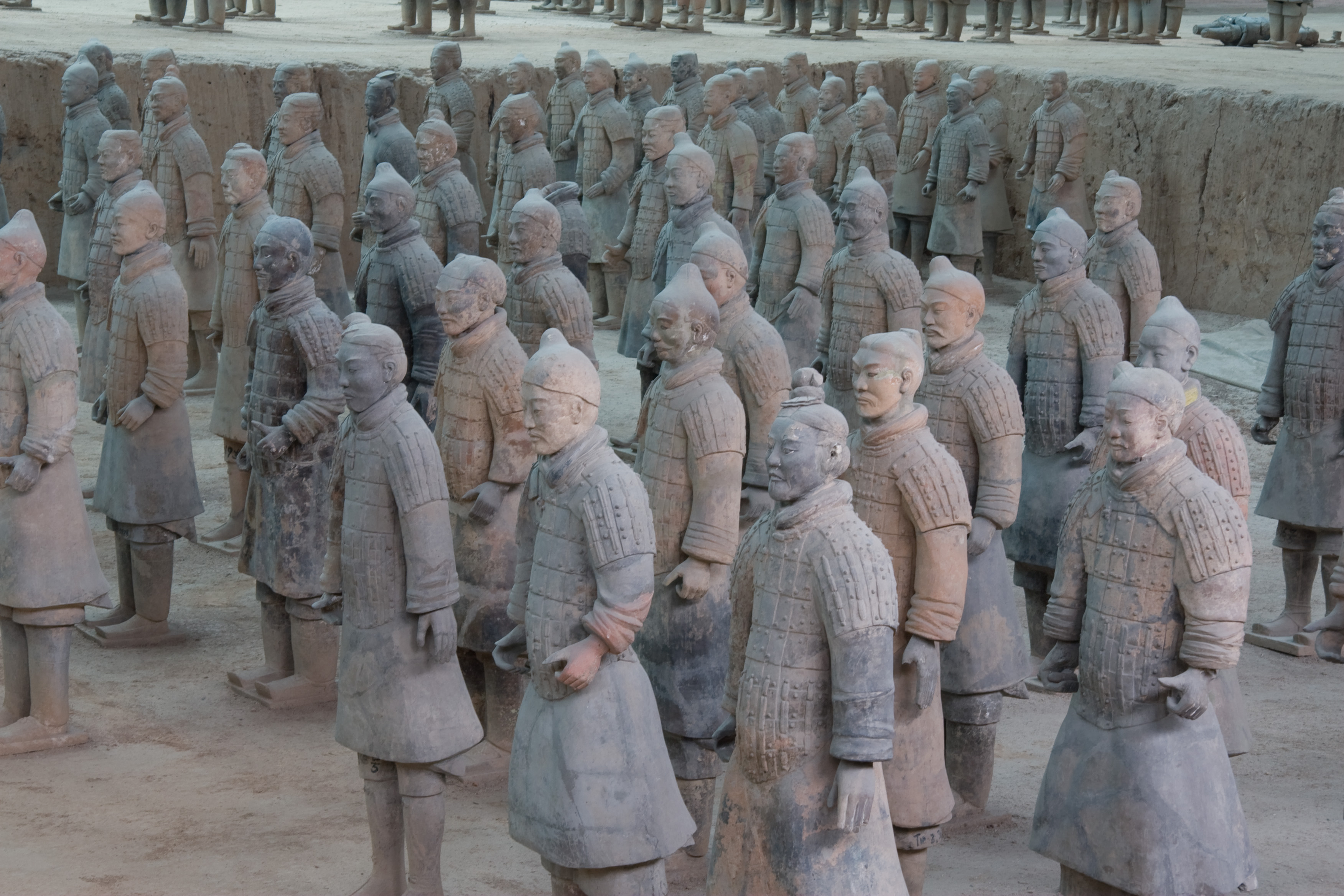
Une partie de l'armée de pierre du Mausolée de l'empereur Qin.

### Chine ancienne
- Guerres d'expansion du roi  Wu Ding - Dynastie Shang
- Période des Royaumes combattants
- -206 : Ziying, dernier dirigeant de la dynastie Qin (en Chine) capitule devant Liu Bang, dirigeant d'une révolte populaire et fondateur de la dynastie Han.
- -154 : échec de la rébellion des sept États menée par des membres de la famille royale de la dynastie Han.
- 18 : révolte des Sourcils Rouges en Chine
- 184 : Zhang Jiao conduit la rébellion des Turbans jaunes contre la dynastie Han.
- 613 : la révolte de Yang Xuangan est écrasée par la dynastie Sui.
- 755-763 : révolte d'An Lushan contre la dynastie Tang.
- 875-884 : rébellion du contrebandier Huang Chao contre la dynastie Tang, qui contribue à son effondrement.
- Invasions mongoles : XIIIe et XIVe siècles
- 1368 : Ming Hongwu dirige des paysans han au cours de la Révolte des Turbans rouges contre la dynastie Yuan mongole établissant ainsi la dynastie Ming.

## Sphère d'influence chinoise

### Chine ancienne
- 828 : échec de la révolte de Kim Heon-chang contre le Silla, en Corée.
- 845 : révolte du capitaine Jang Bogo contre le Silla, qui ne cesse qu'avec l'assassinat de Jang Bogo.
- 1274 et 1281 : Invasions mongoles du Japon
- 1418-1427 : des Vietnamiens dirigés par Le Loi se révoltent contre l'occupation chinoise.
- 1592-1598 : Guerre Imjin
- 1652-1689 : Conflit frontalier sino-russe

### Époque contemporaine

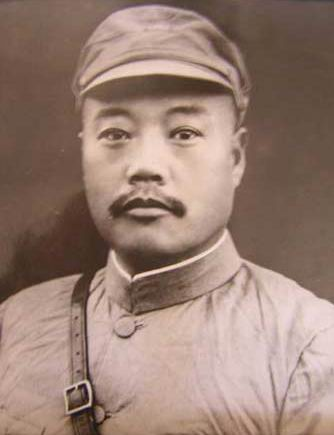
Song Zheyuan, gouverneur de province et Seigneur de guerre dans les années 1930.

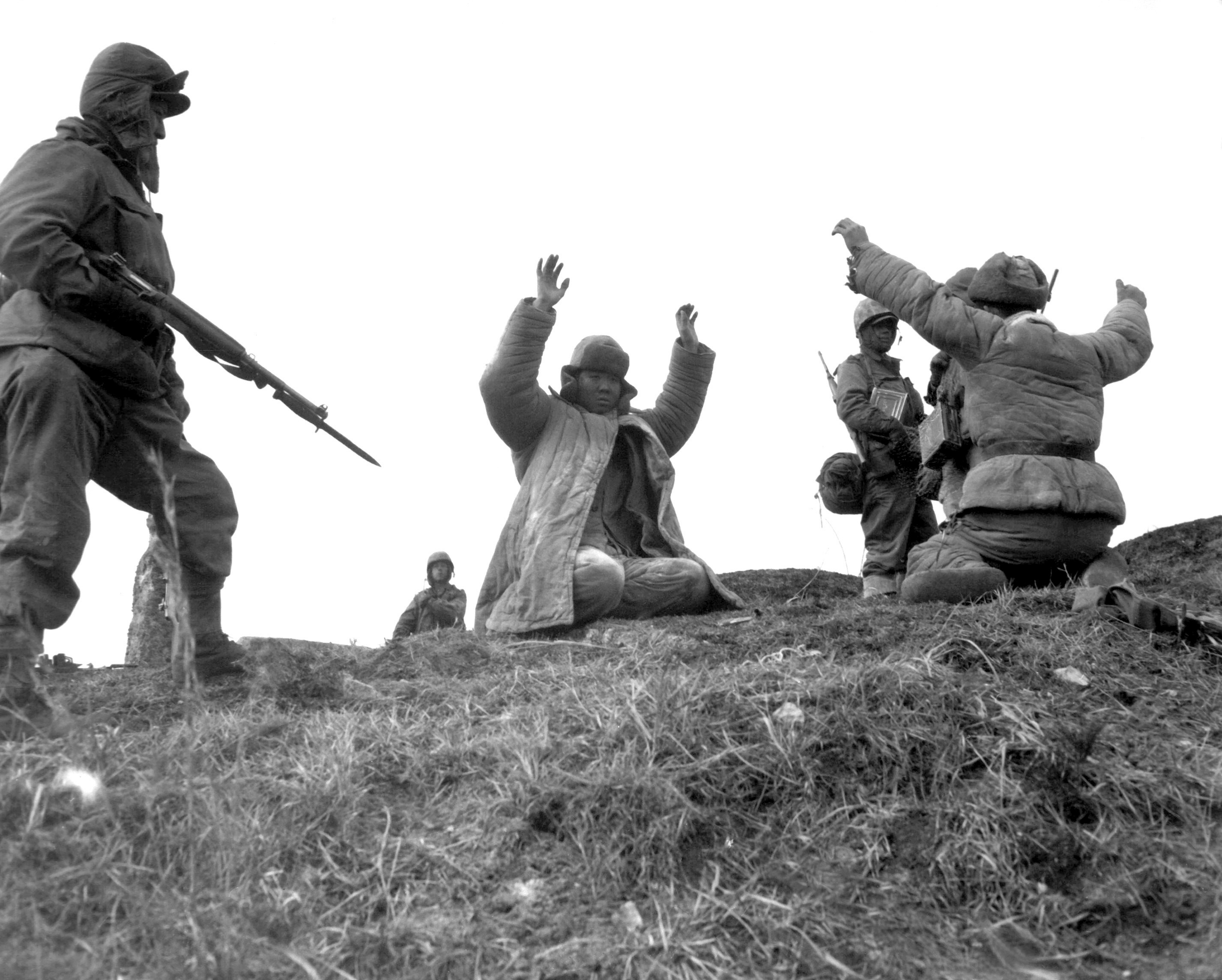
Guerre de Corée - des soldats chinois capturés par des Marines US

- 1894-1895 : Révolte des paysans Donghaks en Corée : menée par Jeon Bong-jun contre la Dynastie Joseon; la révolte fut réprimée par le Japon et la Chine ce qui provoqua la Première guerre sino-japonaise
- Seconde Guerre mondiale :  Campagne de Birmanie 1942-1945
- Annexion du Turkestan oriental par la République populaire de Chine 1949
- Intervention militaire chinoise au Tibet (1950-1951)
- Guerre d'Indochine 1945-1954
- Guerre de Corée
- Guerre du Viêt Nam
- Première guerre civile cambodgienne (1967-1975)
- Guerre sino-vietnamienne 1978
- Seconde guerre civile cambodgienne ou troisième guerre d'Indochine (1978-1991)

## Différend sino-russe
En 1858, le traité d'Aigun (ratifié par le traité de Pékin en 1860) désignait l'Amour et l'Oussouri comme frontière entre la Chine et la Russie tsariste.

### Époque contemporaine
Les îles de l'Amour et de l'Oussouri furent le théâtre d'un début de conflit à la suite de la rupture sino-soviétique qui se traduisit par des incidents frontaliers au mois de mars 1969, puis en août de la même année. La modification de ces lignes fit peser la menace d'un conflit entre ces deux superpuissances lorsque le fleuve Amour changea le cours de son lit.

## Différend sino-taïwanais
- Incident 228 à Taïwan en 1947.